# Lötschenpasshütte
Die Lötschenpasshütte ist eine Schutzhütte auf der Grenze zwischen dem Kanton Bern (Kandersteg) und Wallis (Ferden). Sie steht auf 2690 m ü. M. auf dem Lötschenpass in den Berner Alpen.

## Geschichte
Die Hütte steht auf dem historischen Passübergang des Lötschberg, welcher Kandersteg und das Lötschental verbindet. 1519 wurde ein Säumerweg über den Lötschberg gebaut mit einer Suste (Hütte) auf der Passhöhe.
1946 konnten die zwei ehemaligen Militärbaracken, die sich auf der Seitenmoräne des Lötschengletschers befanden, vom Militär gekauft werden. Die Baracken dienten der Fliegerbeobachtung im Alpenraum. 1947 wurden die beiden Militärbaracken von der Lötschentaler Jugend an ihren heutigen Standort am Lötschenpass getragen und zusammengebaut. 1955 konnte die Hütte den Betrieb aufnehmen. Bis 1987 wurde sie mehrfach renoviert und 1988 vergrössert. Mit der Erweiterung von 2009 wurde sie die erste energieautarke Alpinistenunterkunft im Minergiestandard. 	
Sie ist im Sommer und im Winter geöffnet und bietet vielfältige Möglichkeiten für Bergbegeisterte, Familien, Schulklassen und Wintersportler.

## Hüttenzustiege mit Gehzeit
- Von Ferden (Lötschental) T2
- Von der Lauchernalp (Normalroute) T2
- Von Selden im Gasterental T3+
- Von der Lauchernalp (Normalroute) WT2